# Pădurea Eseschioi - Lacul Bugeac
Pădurea Eseschioi - Lacul Bugeac este o arie protejată (arie specială de conservare — SAC, sit de importanță comunitară — SCI) din România, desemnată în scopul protejării biodiversității și menținerii într-o stare de conservare favorabilă a florei spontane și faunei sălbatice, precum și a habitatelor naturale de interes comunitar aflate în arealul zonei de protecție. Aceasta se întinde pe o suprafață de 2.942,8 ha, integral pe uscat.

## Localizare
Situl se întinde pe teritoriile administrative ale comunelor Lipnița și Ostrov din județul Constanța. Centrul sitului Pădurea Eseschioi - Lacul Bugeac este situat la coordonatele 44°04′54″N 27°26′16″E / 44.081742°N 27.437842°E.

## Înființare
Situl Pădurea Eseschioi - Lacul Bugeac (ROSCI0149) a fost declarat sit de importanță comunitară în decembrie 2007 pentru a proteja 2 specii de plante și 12 specii de animale. Situl a fost protejat și ca arie specială de conservare în mai 2022. Situl include aria naturală Pădurea Esechioi.

## Biodiversitate
Situată în ecoregiunea de stepă, aria protejată conține 8 habitate naturale: Ape stătătoare oligotrofe până la mezotrofe, cu vegetație de Littorelletea uniflorae și/sau de Isoëto-Nanojuncetea, Cursuri de apă de la nivel de câmpie la nivel montan, cu vegetație Ranunculion fluitantis și Callitricho-Batrachion, Păduri de stejar alb estice, Păduri stepice euro-siberiene cu Quercus spp., Păduri panonice-balcanice de stejar turcesc - stejar sesil, Tufișuri caducifoliate ponto-sarmatice, Stepe ponto-sarmatice, Liziere de ierburi înalte hidrofile de câmpie și de nivel montan până la alpin.
La baza desemnării sitului se află mai multe specii protejate:
- plante (2): Pontechium maculatum subsp. maculatum, Potentilla emilii-popii
- amfibieni (2): buhai de baltă cu burta roșie (Bombina bombina), triton cu creastă dobrogean (Triturus dobrogicus)
- mamifere (2): dihor de stepă (Mustela eversmanii), popândău (Spermophilus citellus)
- nevertebrate (1): rădașcă (Lucanus cervus)
- pești (5): avat (Aspius aspius), Cobitis taenia Complex, săbiță (Pelecus cultratus), boarță (Rhodeus amarus), porcușor de șes (Romanogobio vladykovi)
- reptile (2): Testudo graeca, țestoasă bănățeană (Testudo hermanni)

Pe lângă speciile protejate, pe teritoriul sitului au mai fost identificate 2 specii de amfibieni, 2 specii de reptile.